# Угрызения 2: В(л)ажные моменты
«Угрызения 2: В(л)ажные моменты» (англ. Eating Out 2: Sloppy Seconds) — фильм режиссёра Филлипа Бартелла. Продолжение комедии 2004 года — «Угрызения».

## Сюжет
Главный герой Кайл порывает с Марком, возлюбленным из первого фильма, обвиняя его в неверности. Посещая художественные курсы со своими друзьями — Гвен и Тиффани, Кайл влюбляется в натурщика Троя. Трио друзей придумывает план, в котором Кайл изображает из себя бывшего гея на данный момент встречающегося с Тиффани, чтобы соблазнить неуверенного в своей ориентации Троя.
Кайл и Трой начинают посещать общество бывших геев, так как Трой имел «лучшего» друга, когда он жил на ферме. Марк увидев, что они становятся близки, решает сам попробовать соблазнить Троя. И когда Марк почти уже добился своего, он начинает понимать, что всё ещё испытывает чувства к Кайлу. Он рассказывает об этом Гвен, а Трой, подслушав их разговор, узнаёт, что его обманывают, и решает проучить Тиффани и Кайла.
Позже Трой признаёт, что он бисексуал и остаётся с Тиффани, а Кайл и Марк понимают, что любят друг друга и воссоединяются снова.

## В ролях
- Джим Веррарос — Кайл
- Марко Даппер — Трой
- Бретт Чакерман — Марк
- Эмили Брук Хэндс — Гвен
- Ребека Кочан — Тиффани
- Минк Стол — Хелен
- Адриан Киньонез — Октавио
- Скотт Викариос — Джейкоб